# Partitura
Partitúra je notni zapis večglasne skladbe, ki jo hkrati izvaja več glasbenih instrumentov ali vokalistov. V navpičnem zaporedju so zapisani vsi instrumentalni ali vokalni parti, ki jih v istočasnem poteku izvajajo glasbeniki.
Praviloma so v orkesterski partituri, če beremo od vrha strani navzdol, najprej zapisani parti pihal, nižje od njih so parti trobil, potem tolkal in na dnu strani, parti godalnih instrumentov. V primeru zasedbe s solističnimi instrumenti (npr. koncert za klavir in orkester), se solistični part izpisuje nad godalnimi parti. Enako velja za vokalne soliste ali za zbor, ki nastopa hkrati z orkestrom. V partiturah iz obdobja baroka in deloma tudi klasicizma je v najnižjem partu zapisan generalni bas.
Najstarejša partitura je zbirka štiriglasnih madrigalov Cipriana de Rorea (benečanski rokopis iz leta 1577), sestavljen iz 18-ih partov.